# فرانتس بندا
فرانتس بندا (چکی: František Benda؛ ‏ ۲ نوامبر ۱۷۰۹ – ۷ مارس ۱۷۸۶) آهنگساز، موسیقی‌دان، کنسرت‌مایستر و نوازنده ویولن اهل پادشاهی بوهم بود که بیشتر طول عمر خود را با فعالیت در دربار فریدریش دوم، پادشاه پروس گذراند. او به عنوان کنسرت‌مایستر پادشاه، در یک بازهٔ زمانی چهل ساله بیش از ۵۰٬۰۰۰ کنسرتو اجرا کرد.
از شاگردان او می‌توان به لئوپولد آوگوست آبل اشاره کرد.